# Cantonul Aix-en-Othe
Cantonul Aix-en-Othe este un canton din arondismentul Troyes, departamentul Aube, regiunea Champagne-Ardenne, Franța.

## Comune
| Comune                  | Populație (1999) | Cod poștal | Cod INSEE |
| ----------------------- | ---------------- | ---------- | --------- |
| Aix-en-Othe             | 2.348            | 10160      | 10003     |
| Bérulle                 | 227              | 10160      | 10042     |
| Maraye-en-Othe          | 501              | 10160      | 10222     |
| Nogent-en-Othe          | 36               | 10160      | 10266     |
| Paisy-Cosdon            | 285              | 10160      | 10276     |
| Rigny-le-Ferron         | 365              | 10160      | 10319     |
| Saint-Benoist-sur-Vanne | 239              | 10160      | 10335     |
| Saint-Mards-en-Othe     | 625              | 10160      | 10350     |
| Villemoiron-en-Othe     | 240              | 10160      | 10417     |
| Vulaines                | 216              | 10160      | 10444     |